# 冨澤拓海
冨澤 拓海（とみざわ たくみ、1996年11月25日 - ）は、千葉県千葉市美浜区出身のサッカー選手、サッカー指導者。ポジションはゴールキーパー。

## 来歴
小学校入学と同時にWingsSS千葉に加入。2006年第21回千葉県少年サッカー選手権4年生大会で優勝、大会優秀選手賞を獲得。
その後は法政大学第二高校を経て、法政大学在学中の2015年に大成シティFC坂戸に入団。
2016年には大学を休学し、ニュージーランドのオネハンガ・スポーツとスリーキングスユナイテッドでプレー。
2017年4月、モンゴル・ナショナルプレミアリーグのGOYO FCと契約した。同年5月12日、第3節のUnaganuud FC戦でリーグ戦デビューを飾り、マン・オブ・ザ・マッチに選出された。
2018年、GOYO FC（同年4月にアンドゥード・シティFCとチーム名が変更）と再契約を結ぶ。
2023年、カンボジア・リーグに所属するキリヴォン・ソク・セン・チェイFCのGKコーチに就任。
2024年、ラオス・リーグに所属するルアンパバーンFCで現役復帰を果たした。
また日本ではスクールや高校のコーチ、ゴールキーパーグローブブランドの「SJS Goalkeeping Japan」代表を務めている。

## 所属クラブ

### ユース経歴
- WingsSS千葉
- Wings U-15
- 法政大学第二中学校・高等学校

### クラブ経歴
- 2015年 - 2016年   大成シティFC坂戸
- 2016年  オネハンガ・スポーツ
- 2016年  スリー・キングス・ユナイテッド
- 2017年 - 2018年  ゴヨFC/アンドゥード・シティFC
- 2019年 - 2020年  マンチェスター62FC
- 2020年 - 2021年  イトゥアーノFC横浜
- 2022年  コリマル・レンジャーズFC
- 2024年 -  ルアンパバーンFC